# Mäurer & Wirtz
Maurer & Wirtz es un fabricante de productos de perfumería y cuidado del cuerpo, y es desde 1990 una filial independiente del Dalli GmbH & Co. KG.
La empresa está dirigida por la quinta generación de la familia Wirtz. 
La sede administrativa e industrial está en Stolberg (Renania), en la ciudad de Aquisgrán, con 400 empleados. como perfumes ventas Cosmeurop subsidiarias, Cosméticos, Cosméticos Theany NewYorker, cosméticos s.Oliver y cosméticos fueron fundadas por comas. Además de las marcas propias, tales como Betty Barclay y 4711 la empresa también está produciendo marcas de licencia, como s.Oliver y Kern Otto.
Los principales mercados son Alemania, Benelux, Austria, Suiza, y se exporta además a 135 países. Distribuidor de una red de distribución a nivel nacional son los minoristas de perfumería y droguería, tiendas departamentales, farmacias y supermercados seleccionados.

## Historia
La historia de la empresa familiar se remonta a Michael Maurer y su hijastro Andreas August Wirtz, quien estableció un Soapworks en 1845 en Stolberg. Inicialmente, solo jabones suaves, jabones y jabones finos de cuajada en una tienda de comestibles para el mercado local se vendieron. Con el tiempo, los productos se establecieron en la región del Rin y más tarde también en los países vecinos (principalmente en Francia y el Benelux). En 1884 la producción de detergente en polvo y luego se inició alrededor de la vuelta de las marcas del primer siglo se registraron. Maurer & Wirtz ahora produce detergentes, jabones, perfumes y cosméticos. Desde 1992 (introducción de Betty Barclay) también se ha producido bajo licencia. En 2007, la compañía finalmente se hizo cargo de las marcas de 4711, Tosca, Sir Irish Moos y Extase de Procter & Gamble, de 2011, la línea de la fragancia Baldessarini, y Windsor se supone.

## Productos

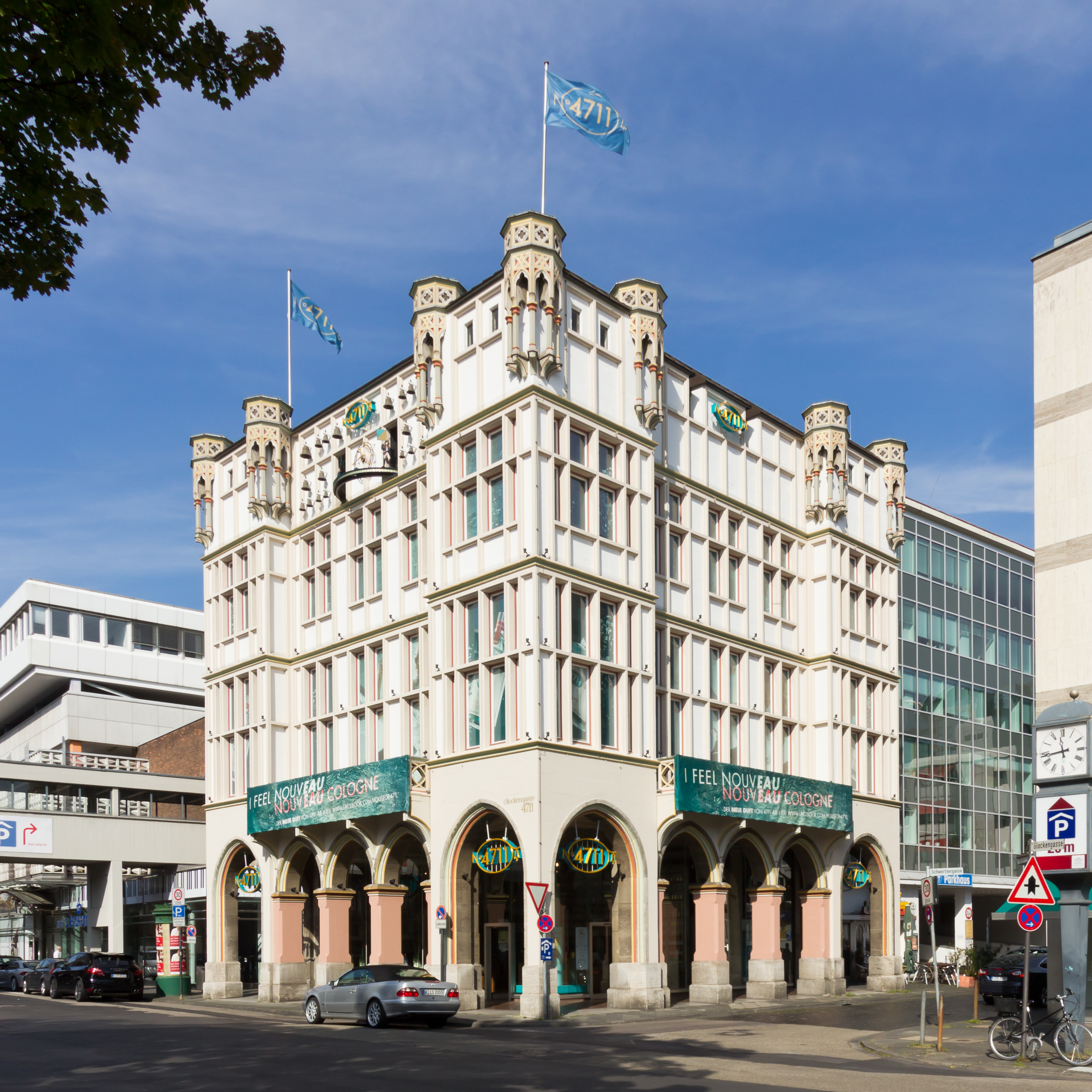
El Glockengasse en Colonia, en casa de 4711

Maurer & Wirtz divide su gama en 2010 en tres unidades de negocio, que cubren diferentes segmentos del mercado y el usuario: El segmento de "Belleza" incluye marcas propias y marcas licenciadas del sector de bajo precio, el pilar de "prestigio" tiene a su cargo por el lujo fragancias y en el marco del tercer segmento "4711" los productos de la Colonia "Glockengasse" se reunieron:

### Beauty
- s.Oliver (varios productos)
- Betty Barclay (varios productos)
- Otto Kern Signature
- Otto Kern Egoluxe
- Gin Tonic
- Mistral
- Tabac Original
- Tabac Man
- Sir Irisch Moos
- Extase
- Tosca
- Nonchalance

### Prestige
- Michalsky
- Michalsky Urban Nomads
- Strellson
- Strellson D.STRICT
- Pussy Deluxe
- Pussy Deluxe Showcat
- Pussy Deluxe Velvet Kitten
- Baldessarini
- Windsor

### 4711
- 4711 „Echt Kölnisch Wasser“ („Agua de Colonia original“)
- Acqua Colonia (varios productos)
- Nouveau Cologne